# Spolvero

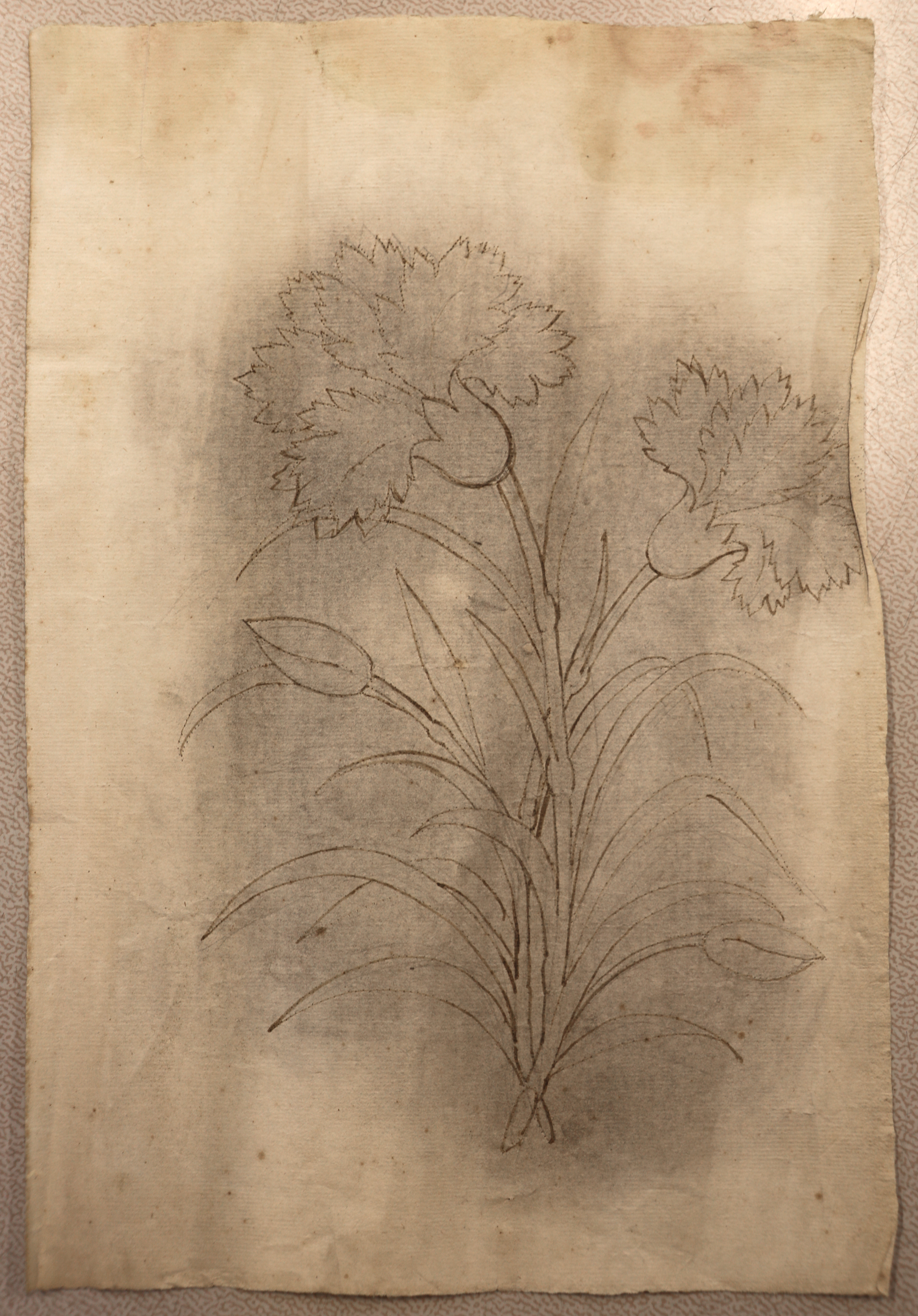
Foglio usato per lo spolvero per la decorazione architettonica di una cappella nella collegiata di Castiglion Fiorentino (XVIII secolo)

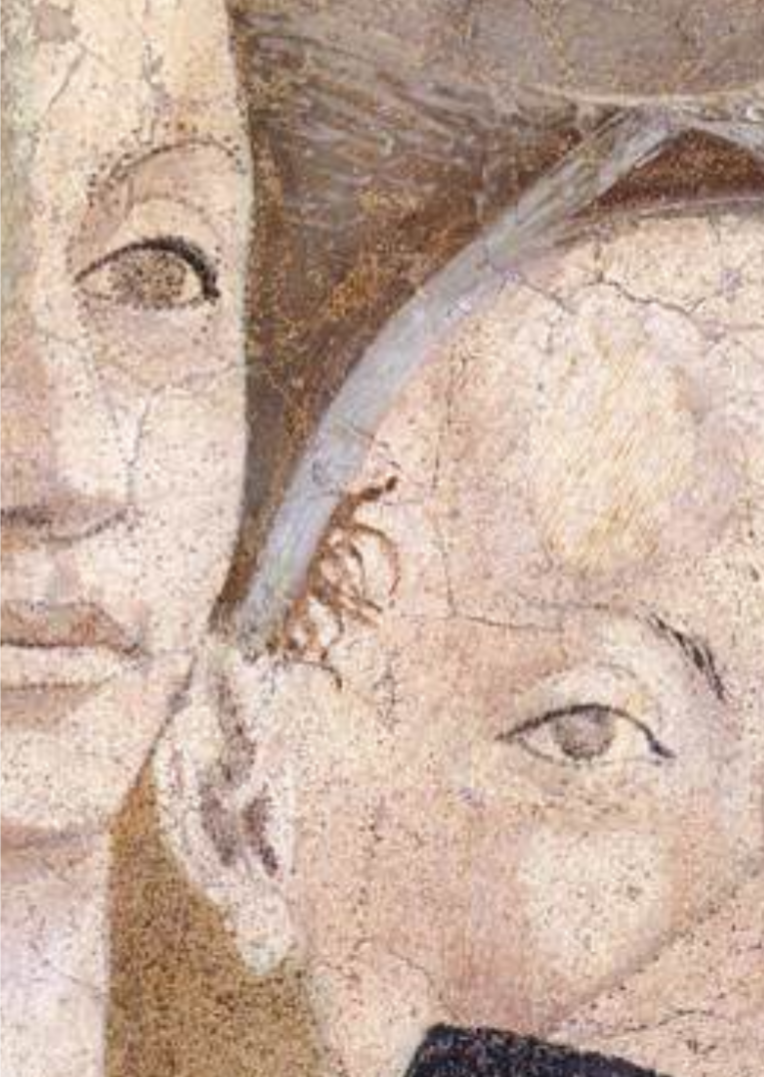
Segni dello spolvero (puntini) in un affresco di Piero della Francesca, Storie della Vera Croce, 1452-1466, basilica di San Francesco, Arezzo

Lo spolvero è una tecnica pittorica che permette di riportare un disegno su varie superfici.
Nello “spolvero” si disegna dapprima a grandezza naturale la rappresentazione su un cartone preparatorio e con un ago o un'altra punta si perforano fittamente i contorni del disegno. Successivamente si appoggia il cartone forato alla superficie da disegnare e si tamponano le parti perforate con un sacchetto di tela riempito con carboncino, grafite o sanguigna.
Tolto il cartone, si riporta quindi una traccia a puntini che, se insufficientemente dettagliata, si provvede a ricalcare congiungendo i vari punti e completando il disegno o tramite un carboncino o tramite un pennellino bagnato per stemperare i puntini. Se per il ricalco si utilizza un foglio trasparente o un lucido la riproduzione di un'immagine risulta abbastanza precisa.
Tecnica antica, usata nella decorazione muraria e dai grandi artisti rinascimentali per evitare dei ripensamenti sull'affresco. Era applicata in molti campi, anche per la decorazione della ceramica e della porcellana per la produzione in serie o per facilitare chi non sa disegnare.
I disegni dei cartoni d'arazzo, debitamente ricalcati, venivano riportati sui fili d'ordito di un telaio ad alto liccio in questo modo.
Oggi con l'introduzione delle carte da ricalco e le novità tecnologiche come diapositive, riproduzioni fotografiche o fotostatiche, l'uso di questa tecnica è meno praticato.